# Вяйке-Ниммкюла
Вя́йке-Ни́ммкюла (ест. Väike-Nõmmküla, швед. Persåker) — село в Естонії, у волості Ляене-Ніґула повіту Ляенемаа.

## Населення
Чисельність населення на 31 грудня 2011 року становила 14 осіб.

## Географія
Село розташоване на відстані 22 км від міста Хаапсалу та 16,5 км на північний схід від Пюрксі.
Поблизу села проходить автошлях 11230 (Гар'ю-Рісті — Ріґулді — Винткюла).

## Історія
1998 року село утворено як окремий населений пункт після поділу села Ниммкюла на Суур-Ниммкюла («Велике Ниммкюла») та Вяйке-Ниммкюла («Мале Ниммкюла»). Одночасно для села затверджена друга офіційна назва шведською мовою — Persåker.
До 21 жовтня 2017 року село входило до складу волості Ноароотсі.